# Idiops fortis
Idiops fortis is een spinnensoort uit de familie van de valdeurspinnen (Idiopidae).
De wetenschappelijke naam van de soort werd in 1900 als Acanthodon fortis gepubliceerd door Reginald Innes Pocock.